# Млинув (станція метро)
52°14′15.72″ пн. ш. 20°57′35.64″ сх. д. / 52.2377000° пн. ш. 20.9599000° сх. д.
Млинув (пол. Młynów) — станція Другої лінії Варшавського метро. Відкрита 4 квітня 2020, у складі черги Рондо Дашинськєґо — Князя Януша.. Розташована під рогом вулиць Гурчевська та Сирена, у дільниці Воля.
Колонна двопрогінна станція мілкого закладення, з острівною платформою 11 м завширшки і 120 м завдовжки.